# ماكس ارين
ماكس ارين (بالإنجليزية: Max Warren)‏ هو لاعب كرة قدم أسترالية أسترالي، ولد في 29 يناير 1993.

## وصلات خارجية
- ماكس ارين على موقع AustralianFootball.com (الإنجليزية)
- ماكس ارين على موقع AFLtables.com (الإنجليزية)